# گتان
گتان(نام علمی: Luciobarbus xanthopterus) نام یک گونه از تیره کپورماهیان است.